# Slaughter Productions
La Slaughter Production fu un'etichetta discografica attiva dal 1992 al 2007 in Italia, fondata da Marco Corbelli.

## Storia
La label era specializzata in generi che vanno dalla dark ambient al rumorismo, dalla musica industriale alla power electronics. Numerosi sono gli artisti internazionali presenti nel catalogo dell'etichetta. L'etichetta fu fondata da Marco Corbelli alias Atrax Morgue nel 1992 e interruppe la sua produzione nel 2007, in seguito alla morte di Corbelli.

## Alcuni artisti pubblicati
- Les Amants Maudits
- Atrax Morgue
- Aube
- Bacillus
- Bad Sector
- Maurizio Bianchi
- Contagious Orgasm
- Dead Body Love
- Discordance
- Drift
- Fatal Impact
- Kranivm
- Lunus
- Macronympha
- Mauthausen Orchestra
- Megaptera
- Memoria
- Mikadoroid
- Mortar
- Herb Mullin
- Murder Corporation
- No Festival Of Light
- Obscene Noise Korporation
- Raison d'être
- Richard Ramirez
- Rotten Piece
- Runes Order
- Sado Terror Autosimbolistik
- Mark Solotroff
- Sshe Retina Stimulants
- Die Sonne Satan
- Stratvm Terror
- Sturmbann
- Taliesin's Bards Order
- Taint
- Urna
- Zona Industriale